# Oecetis dostinei
Oecetis dostinei là một loài Trichoptera trong họ Leptoceridae. Chúng phân bố ở miền Australasia.